# In vitro virus
in vitro virus（インビトロウイルス、略称：IVV）とは、無細胞翻訳系を用いるタンパク質進化分子工学における画期的スクリーニング法である。タンパク質工学、創薬への研究応用が行われている。米国のグループはこの方法をmRNA display法と呼称し、その名称が一般化している。

## 概論
in vitro virusとはファージディスプレイ（英: Phage Display）の無細胞版である。無細胞翻訳系を用いることで、大きな多様性、システムのフレキシビリティ、迅速な処理、などの大きなメリットを持つ。
- 1982年 伏見譲、最初のタンパク進化観測機械、セルスタットを開発する。
- 1985年 ジョージ・P・スミス (en) らがファージディスプレイ法を開発する。
- 1993年 伏見譲ら、in vitro virusの概念を発表する。
- 1997年 米国ハーバード大学のリチャード・W・ロバーツ (en) とジャック・W・ショスタクが、抗生物質であるピューロマイシン (Puromycin) の特殊な活性を利用したモデル系の成功を発表する[1]。世界初のin vitro virusである。一方、伏見らのグループも独立してPuromycinを用いたほぼ同様のコンセプトの系を3ヶ月早く論文発表している [2]。
- 2001年  ショスタクのグループが、大幅な実用化改良を施したmRNA display (IVV) で実際のセレクションに成功し、Nature誌に発表する [3]。この実験で一躍mRNA display (IVV) は実用的タンパク質工学、創薬ツールとして、世間の注目を浴びる。

## 原理
in vitro virusのコンセプトはファージを極限まで単純化した場合どうなるのか、という命題に帰着する。この命題の解は、一分子のタンパク質（表現型）と、それをコードする核酸（遺伝子型）を結合させ一分子にするというものである。これを実現するため、遺伝子型であるmRNAを無細胞翻訳系を用い翻訳させ、そのタンパクを自らをコードするmRNAと何らかの方法で結合させるという方法が考えられた。
伏見は、これを試験管を宿主とするウイルスと見做し、in vitro virusと命名した。これは単にツールとしてではなく進化の試験管内再現、人工生命へのアプローチでもある。
開発当初は核酸と新生タンパクとを対応付けるさまざまな結合方法が考案され、試された。結果的にはピューロマイシンを使う系が一人勝ちの様相を呈している。

## 関連技術開発
1998年に発表された当時のIVVは完成度が決して高いものではなかった。そこで日米で関連技術の開発が行われた。米国ではジャック・W・ショスタクのグループが、日本では伏見のグループとその人脈の流出により派生したジェンコム社、慶應義塾大学の3グループが開発を行った。
- 2000年　リチャード・W・ロバーツらは、スペーサ長の最適化、ライゲーション法の改良、ポストトランスレーショナルインキュベーションの三点の改良で、mRNA displayが実用段階に入ったことを発表する。また、ジャック・W・ショスタクらはセレクションに用いるイニシャルライブラリ作製法を発表した。そして翌年、Nature誌で実用段階の成功を発表する [3]。

一方日本では、もっぱら伏見グループが独自に米国グループより遅れるもののより優れた一群のシステムを開発した。
- 2001年　in vitro DNA virus（cDNA display）と命名する新世代の技術を開発する。これは単に工学、創薬ツールだけではなく、人工生命へのアプローチを考えたものであった。
- 2002年　mRNAにPurpmycinスペーサを結合させる方法を改良し発表する。
- 2004年　MLSDS法と命名する初期ライブラリの構築法を開発する。これはコンビナトリアルケミストリーを核酸合成に応用したものである。

## 商業化
IVVを基幹技術とするバイオベンチャーが日米両開発グループと密接に関連して立ち上げられた。日本では、主に三菱化学が出資（後期には100%子会社）したジェンコム社、米国ではPhylos社が大々的に立ち上げられ、多くの課題と結果を残すことができた。現在は他のベンチャー企業にその業務を移管し解散している。